# Marc Augier
Marc Augier, també conegut amb el pseudònim Saint-Loup (Bordeus, França, 19 de març de 1908 – França, París, 16 de desembre de 1990) va ser un escriptor francès inicialment proper a l'anticapitalisme, el primitivisme i el socialisme, idees que després va barrejar amb el nacionalisme feixista. Va formar part de les Waffen-SS fins que l'antisocialisme del Tercer Reich el va allunyar del nazisme. En 1945 va escapar a l'Argentina on va treballar per a l'Exèrcit d'Argentina, va assessorar el president Juan Domingo Perón i va ser instructor de muntanyisme de la seva esposa Evita. Va continuar escrivint per a mitjans d'extrema dreta que promovien el paganisme, l'ecologisme i el racisme.

## Biografia

### Primers anys
La primera participació política directa d'Augier va començar al Partit Republicà-Socialista, encara que el focus principal de les seves energies juvenils va ser el Centre Laic dels Albergs (en francès: Centre laïc des auberges), un grup no polític central per al desenvolupament d'albergs juvenils a França. Encara que el seu líder Jean Giono no era feixista, va ser la fascinació d'Augier amb el primitivisme de Giono el que finalment va portar el jove Augier a adoptar aquesta ideologia. També va ser partidari del paganisme contra la «decadència» cristiana.

### Col·laboració
Augier va formar el seu propi grup, Els Joves de la Nova Europa (en francès: Les Jeunes de l'Europe Nouvelle), el 1941, que va atreure 4.000 membres i es va afiliar al Grup Col·laboració. Es va associar amb el nacionalista bretó Alphonse de Chateaubriant, una figura destacada del Groupe, i va ser durant un temps gerent de negocis del seu diari La Gerbe.
Augier després es va unir al buró polític del Partit Popular Francès (PPF) de Jacques Doriot. Es va allistar a la Legió de Voluntaris Francesos Contra el Bolxevisme (LVF) i va servir al Front Oriental alhora que va llançar i va editar el diari del grup Le Combattant Européen. Va servir tant en el LVF com en la Divisió Carlemany com a corresponsal de guerra. També va ser responsable de l'òrgan oficial de les Waffen-SS franceses, Devenir. Tot i això, Augier, que encara donava suport al socialisme econòmic i esperava que el nacionalsocialisme prengués seriosament la part del «socialisme» del seu nom, se'n va desil·lusionar per la clara manca d'anticapitalisme entre els homes de les SS amb els quals va servir.

### Escrits de postguerra
El 1945 va passar a la clandestinitat i va publicar Face Nord («Cara Nord») sota el pseudònim «MA de Saint-Loup» per pagar el seu passatge a l'Argentina. El llibre va tenir cert èxit a França. A l'Argentina va actuar com a assessor tècnic de Juan D. Perón i també es va allistar a l'Exèrcit argentí on va aconseguir el rang de tinent coronel. També va actuar com a instructor d'esquí d'Eva Perón.
Va ser indultat i va tornar a França el 1953. Un cop a França, va publicar La Nuit commence au Cap Horn («La nit comença a Cap Horn») com a Saint-Loup. Hauria pogut guanyar el prestigiós Premi Goncourt pel llibre, però Le Figaro Littéraire va exposar Augier com el veritable autor. De tot el jurat, només Colette es va negar a retractar-se del vot per Saint-Loup durant l'enrenou que en va seguir.
Saint-Loup va continuar treballant com a autor i periodista, escrivint diversos llibres sobre la LVF (Les Volontaires; «Els Voluntaris») i les Waffen-SS franceses (Les Hérétiques; «Els Herètics», Les Nostalgiques; «Els Nostàlgics») i belgues (Les SS de la Toison d'or; «Les SS del Velló d'Or»). La seva escriptura va estar marcada per la cerca d'aventura, el desig de superar-se a si mateix i una antipatia cap a la filosofia cristiana. Era un apologista dels voluntaris estrangers de les SS amb qui havia servit. Va publicar diversos treballs sobre moviments regionalistes i sobre la lluita de l'home per sobreviure en ambients salvatges. També el fascinaven els automòbils i el transport motoritzat i va escriure biografies de Louis Renault i Marius Berliet. La seva última novel·la, La République du Mont-Blanc («La República del Mont Blanc»), tractava sobre la supervivència d'una petita comunitat de Savoia que es va refugiar a la muntanya per escapar-se de la barreja i la decadència.
Saint-Loup va influir en certs autors pagans i d'extrema dreta com Pierre Vial i Jean Mabire.

### Últims anys
Més tard tornaria a França, on va treballar en estreta col·laboració amb René Binet, mentre també actuava com a president del Comitè França–Rhodèsia de Dominique Venner. Va ser present en gran manera a les revistes d'extrema dreta de França fins a la seva mort.